# سازمان فرودگاهی هنگ کنگ
سازمان فرودگاهی هنگ کنگ (انگلیسی: Airport Authority Hong Kong) شرکت خدمات فرودگاهی هنگ کنگی است، که در سال ۱۹۹۵ تأسیس شد.